# (7721) Andrillat
(7721) Andrillat est un astéroïde de la ceinture principale découvert par Cornelis Johannes van Houten, Ingrid van Houten-Groeneveld et Tom Gehrels à l'observatoire Palomar le 24 septembre 1960. Il a eu pour dénomination provisoire 6612 P-L.
Il a été baptisé en l'honneur des époux Andrillat :
- Yvette Andrillat (1925-), née Ribelaygue, astronome, directrice de l'Observatoire de Haute-Provence.
- Henri Andrillat (1925-2009)[1], astronome, cosmologiste et professeur à la faculté des sciences de Montpellier.